# ペペロ

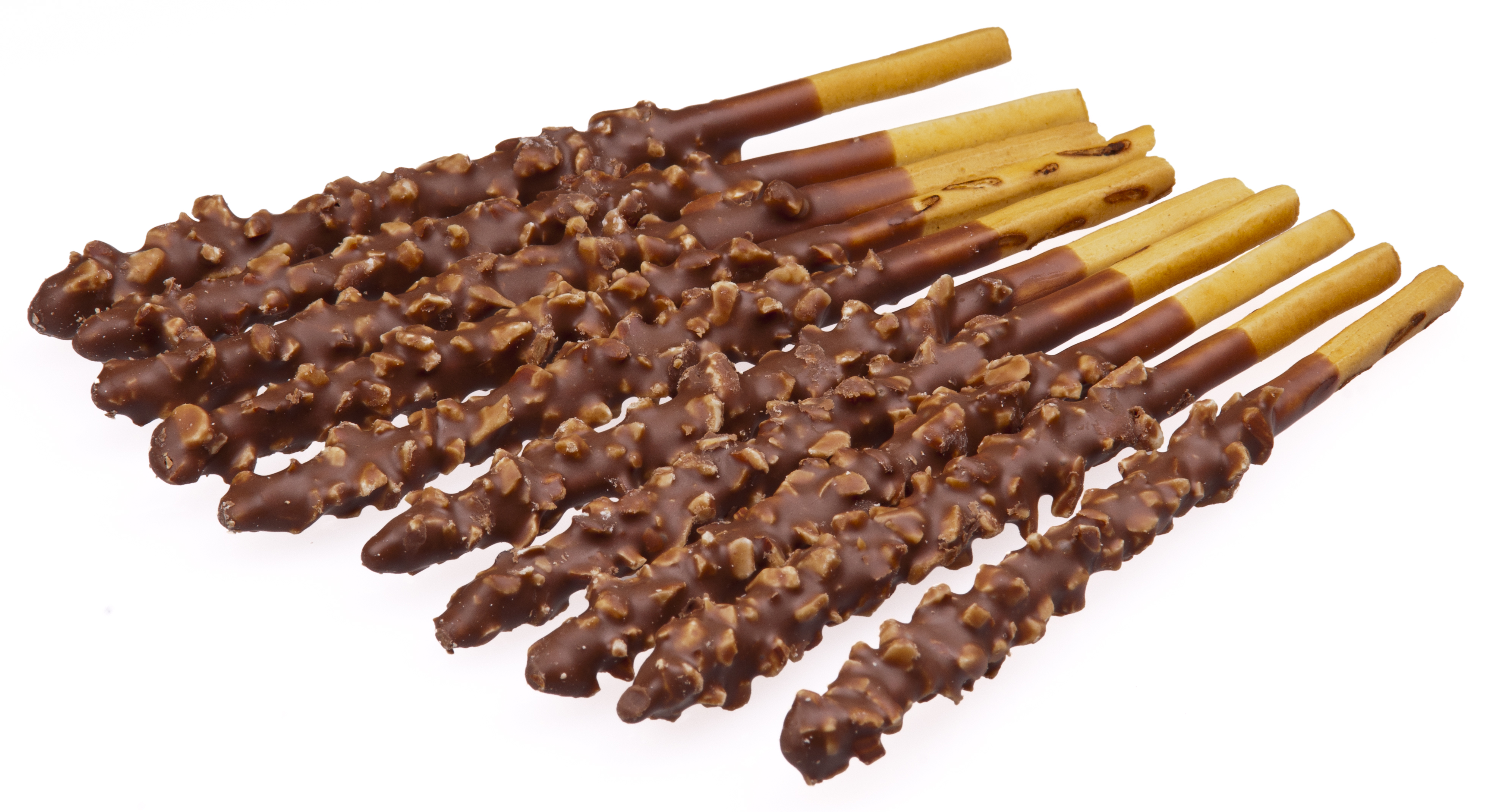
アーモンド味のペペロ

ペペロ（빼빼로、pepero）は、韓国ロッテグループ傘下のロッテウェルフードが発売しているスナック菓子である。
日本では1986年から一時期、CGCジャパンを通じて加盟するスーパーマーケットで販売を行なっていた。その後、一部のコリアタウンなど、韓国系のスーパーマーケットなどでしか販売されていなかったが、2014年には日本向けにパッケージを変更した『ペペロスティック』として日本のロッテによる輸入品がローソンストア100系列を中心に流通しているほか、『チョコプレッツェル』として再びCGCジャパンが加盟するスーパーマーケットで売られるようになった。

## 概要
ペペロは細長いスティック形状のプレッツェルにチョコレートがコーティングされたスナック菓子である。1983年にロッテウェルフードから発売され、2024年時点で世界50カ国以上に輸出されている。
韓国ではメジャーなスナック菓子であるが、2012年にパッケージデザインが大幅にリニューアルされるまでは、見た目・風味・パッケージデザインが江崎グリコが発売しているポッキーと瓜二つだった。さらにペペロが発売されたのが1983年なのに対しポッキーが発売されたのが1966年であることから、日韓双方から「ペペロはポッキーのコピー商品ではないか」との疑惑が常に持たれており、韓国の新聞であるハンギョレでもこの問題を取り上げているが、製造元の韓国ロッテ広報は否定している。なお、ポッキーが韓国内で正式発売されたのは2013年からであり、江崎グリコとヘテ製菓食品との合弁会社であるグリコヘテから発売されている。
2014年から2017年まではEXOのサブユニットEXO-Kが、広告モデルを務めていた。2023年からはNewJeansがブランドアンバサダーを務めている。

## ペペロデー
韓国では11月11日にペペロデー（ペペロの日）という、友人同士でペペロを交換し合うイベントがある。ペペロデーの由来は1994年頃に釜山の女子中学生が数字の「1」がペペロの形に似ていることから「ペペロのようにスリムになろう」という意味で交換し始めたとされる。その後、販売元の韓国ロッテが率先して宣伝を行なった結果、韓国ではバレンタインデーやホワイトデーを超えて1年で最も大きなデーマーケティングの記念日となった。 性別ごとに購買層が異なるバレンタインデーやホワイトデーとは違って男女共に人気が高く、コンビニの売り上げも1年の中でこの日が最も多い。
特に、2011年11月11日のペペロデーは、「ミレニアム・ペペロデー（밀레니엄 빼빼로데이）」と称して大規模な宣伝がなされ、高額商品なども発売された。
日本では、同じく形が数字の「1」に似ていることから、11月11日をポッキー&プリッツの日と江崎グリコにより定められている（1999年（平成11年）に制定。そのため、初のポッキー&プリッツの日は平成11年11月11日である）。しかし、イベントというよりは記念日であり、韓国におけるペペロデーと比較するとひっそりとしたものである。

## 販売差し止め訴訟
2014年にペペロの高級版として発売された「プレミア ペペロ」の箱の形やデザインがグリコのポッキーの高級版である「バトンドール」のものと酷似しているとして、韓国の裁判所に販売の差し止めを求める訴訟を起こされた。
2015年8月23日、ソウル中央地方裁判所は「包装箱の各面の配色や正面にチョコレート菓子を配置した点など両社の全体的なデザインは極めて似ている」「双方は競争関係にあり、今後ポッキーが（韓国内で）販売する可能性が高い点などを考慮すれば特許を侵害している可能性がある」としてロッテ側敗訴の判決を下した。ただし、ロッテは「プレミア ペペロ」は期間限定の企画商品であり、現在は販売されておらず、今後再販する計画も無いとしている
。

## 商品一覧
公式ウェブサイトに記載されている商品は以下の通り。
- チョコレート
- クランキー
- アーモンド
- ホワイトクッキー
- ヌードクリームチーズ
- ヌードチョコレート（日本ロッテの「トッポ」と同じ）
- チョコクッキー
- クランキーグラノーラ